# Szécsey János
Szécsey János (Ráckozár, ma: Egyházaskozár, 1893. május 24. – Budapest, 1963. június 14.) metodista lelkész, szuperintendens.

## Családja
evangélikus családba született, eredeti családneve: Schmidt. Anyja a kaposszekcsői származású Brunn Klára, apja Schmidt János. Születése előtt három hónappal, 1893. február 25-én az édesapja elhunyt, míg édesanyját 10 éves korában, 1903-ban vesztette el. Édestestvére nem volt. Keresztszülei nevelték fel Ráckozáron. 1907-től kereskedőinas, majd segéd Pécsett. Az 1. világháborúban katona. 1924-ben vette feleségül Röhrig Erzsébetet (1895-1980), akitől három gyermeke született: Erzsébet, Lídia és Artúr.

## Egyházi szolgálatainak kezdetei
Egyházi szolgálatainak gyökerei az 1910-es évekre nyúlnak vissza, a kaposszekcsői evangélikus gyülekezet idejébe. 1918-ban a községben ő lett a vezetője a helyi evangélikus gyülekezetben néhány évvel korábban kialakuló sváb hívő csoportnak, amely 1920 elején csatlakozott a metodista egyházhoz. Az így megalakuló, csaknem 20 fős kis gyülekezet vezetésével az egyház ekkor Szécsey Jánost bízta meg laikus (teológiát nem végzett) igehirdetőként. 1920-ban és 1921-ben a metodista összejövetelek vezetéséért két ízben is letartóztatták, fogdába zárták (Sásdon és Kaposszekcsőn). 1921 első felében Szécsey látogatta azokat a györkönyi és nagyszékelyi sváb hívő csoportokat, amelyek aztán ugyancsak a metodista egyházhoz való csatlakozás mellett döntöttek. 1921 augusztusában utazott el a frankfurti metodista Lelkészképző Szemináriumba, hogy megkezdje teológiai tanulmányait. Vele együtt utaztak ekkor Márkus József és Viktor Róbert is. 1924-ben John Louis Nuelsen püspök egyszerre szentelte fel diakónusnak és vénnek (lelkésznek). (Ekkor szentelte fel vénnek Emil Baumannt, Eduard Marqurd-ot és Löbel Jánost is.)

## Lelkészi szolgálata
Szécsey János első szolgálati helye a Dombóvári Körzet volt, ahol 1941-ig szolgált. A körzeti munkássága már a felszentelését megelőző évben, 1923-ban megkezdődött. Egy évig Eduard Marquard németországi lelkésszel együtt látta el a körzetet, aki a németajkú gyülekezeteket gondozta. A dombóvári közösség 1926-ban kezdett egy 150 fős imaterem építésébe, az alapkőletételre május 4-én került sor, az imaházat már június 20-án felszentelték. A Dombóvári Körzet 1928-ban tartott Évi Konferenciát (éves egyházi közgyűlést), ami különleges egyháztörténeti eseménynek számított: első alkalommal adott otthont a konferenciának egy magyar anyanyelvű gyülekezet. Ugyancsak az ő szolgálati idejéhez köthető a Döbröközi Metodista Kápolna felépítése. Szécsey 1929 nyarán egy hónapra Svájcba utazott, hogy az imaházra külföldön is adományokat gyűjtsön. A gyűjtés hamarosan sikerrel végződött: 1930. november 9-én metodista kápolnát avattak a katolikus faluban. Különleges szolgálati ágként kiemelhető, hogy ugyanebben a községben Szécsey már az 1930-as években cigánymissziót folytatott. 1933-tól egy évig Szécsey János vezette a Pécs-Borjádi Körzetet is. 1941-ben a dombóvári búcsúünnepélyén az evangélikus és református lelkészek is jelen voltak.
1941-ben a fővárosba helyezték, ahol a Budapest II. Körzet és a Kispesti Körzet vezetésére kapott megbízatást. Önéletrajza szerint a holocaust idején a svájci metodista diplomatával, Carl Lutz-cal részt vett a zsidók mentésében. 1945-ben magyarosította nevét Szécsey-re. 1948-ban ő lett az utódja a disszidáló Tessényi János szuperintendensnek. Egyházvezetői szolgálatát 1956-ig, 63 éves koráig látta el, ekkor egészségügyi okokból vonult vissza. Utódja Hecker Ádám lett. Szécsey János 1963-ban halt meg.